# Balfrin
Balfrin är ett berg i Schweiz. Det ligger i distriktet Visp och kantonen Valais, i den södra delen av landet. Toppen på Balfrin är 3 795 meter över havet.
Terrängen runt Balfrin är mycket bergig. Den högsta punkten i närheten är Nadelhorn, 4 327 meter över havet, 3,1 km söder om Balfrin.
Trakten runt Balfrin består i huvudsak av kala bergstoppar och isformationer.